# Trachypithecus shortridgei
Trachypithecus shortridgei är en primat i familjen markattartade apor. Den räknades tidigare som underart till Trachypithecus pileatus men godkänns nu oftast som självständig art. Den taxonomiska avgränsningen är svår på grund av många hybrider.
Djuret förekommer i nordöstra Myanmar och angränsande områden av Kina (Yunnan). Habitatet utgörs av städsegröna eller delvis lövfällande skogar. Trachypithecus shortridgei vistas vanligen mellan 600 och 1200 meter över havet. Enskilda individer vandrar till regioner som ligger på 2500 meter höjd.
Denna primat har ljusgrå till vit päls, ibland med orange skugga. Händer, fötter, ansiktet och delar av svansen är mörkgrå till svart. Ungarnas ansikte är största delen av första levnadsåret rosa. Hanar har i medelvärde större kropp (längden för huvud och bål är 62 cm) och kortare svans (87 cm) än honor. Honornas kroppslängd ligger vid 55 cm och svanslängden vid 95 cm. Vikten för bägge kön varierar mellan 10 och 13 kg.
I levnadssättet liknar arten andra medlemmar av samma släkte. Den äter blad och frukter samt andra växtdelar och några smådjur.
Arten jagas för köttets och för vissa kroppsdelars skull som används i den traditionella asiatiska medicinen. Större delar av utbredningsområde ska överflödas när en dammbyggnad är färdigbyggd. I lägre regioner omvandlas skogen till jordbruksmark eller boplatser. Internationella naturvårdsunionen uppskattar att beståndet minskade med 50 procent under de gångna 36 åren (tre generationer) och listar Trachypithecus shortridgei som starkt hotad (EN).